# Dan Even
Dan Even (hebräisch דן אבן; geboren als Klaus Helmut Epstein,  3. April 1912 in Breslau; gestorben Juni 1975 in Herzlia Pituach) war ein israelischer Militär deutscher Herkunft.

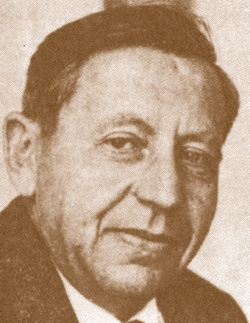
Dan Even (1948)

## Leben
Klaus Helmut Epstein war ein Sohn des Bankiers Eugen Epstein und der Clara Ballin, er hatte zwei Schwestern, die in die USA fliehen konnten. Epstein begann 1931 ein Jurastudium in Breslau, das er nach der Machtübergabe an die Nationalsozialisten 1933 aufgeben musste. Epstein floh in die Tschechoslowakei und gelangte 1934 nach Palästina. Er änderte seinen Namen und schloss sich dem Kibbutz Givʿat Chaim an. Even wurde Kommandeur der örtlichen Einheit der Untergrundarmee Hagana für den Bezirk Emeq Chefer. Er heiratete 1938 Dora Kantorowitz, die aus Memel stammte, sie hatten zwei Kinder. 
Im Zweiten Weltkrieg wurde Even Soldat in der British Army und dort einer der ersten palästinensischen Offiziere. Er diente in der Jüdischen Brigade bei den Pionieren und in der Infanterie und hatte bei seiner Demobilisierung den Rang eines Majors. 1945/1946 war er stellvertretender Leiter der Planungsabteilung der Haganah. 
Im Israelischen Unabhängigkeitskrieg war Even Kommandeur der Alexandroni-Brigade und später Kommandeur an der Zentralen Front. Er wurde Berufssoldat der Israelischen Verteidigungsstreitkräfte (IDF) und nahm 1956 aus gesundheitlichen Gründen im Rang eines Generalmajors seinen Abschied. Daneben nahm er Aufgaben in der staatlichen Administration wahr und war von 1950 bis 1955 und von 1956 bis 1958 Leiter der Israelischen Elektrizitätsgesellschaft (IEC) und von 1962 bis 1968 im Verkehrsministerium Abteilungsleiter für die israelischen Flughäfen.

## Schriften
- Shenot Sherut (Autobiografie). 1973